# Marius Stankevičius
Marius Stankevičius (* 15. Juli 1981 in Kaunas) ist ein ehemaliger litauischer Fußballspieler und heutiger -trainer.

## Als Spieler

### Verein
Stankevičius spielte bis 2001 für den FK Ekranas und stand anschließend über zehn Jahre bei italienischen Vereinen unter Vertrag. In der Saison 2010/11 spielte er leihweise für den FC Valencia, wo er die abgewanderten Alexis und Carlos Marchena ersetzen sollte. Schon in der Saison zuvor spielte Stankevičius in der Primera División, allerdings beim FC Sevilla. Im Juli 2011 gab Lazio Rom die Verpflichtung von Stankevičius bekannt. Zur Saison 2013/14 verpflichtete ihn der türkische Erstligist Gaziantepspor. Nach einer Saison verließ Stankevičius diesen Klub wieder. Zur Saison 2014/15 schloss sich Stankevičius dem Bundesligisten Hannover 96 an. Er erhielt einen Vertrag bis zum Saisonende. Am 25. Oktober 2014 kam er bei einem 1:0-Sieg gegen Borussia Dortmund zu seinem ersten Einsatz für die erste Mannschaft. Anschließendspielt Stankevicius in der spanischen Segunda División beim FC Córdoba. Die italienischen Vereine Robur Siena, AC Crema 1908 sowie kurzzeitig der litauische Klub A Komanda waren bis zu seinem Karriereende im Sommer 2020 die weiteren Stationen.

### Nationalmannschaft
Der Abwehrspieler absolvierte von 2001 bis 2013 insgesamt 65 Partien für die litauischen A-Nationalmannschaft und erzielte dabei fünf Treffer. Am 4. Juli 2001 gab er sein Debüt beim 5:2-Sieg in Estland. Zuvor war Stankevičius auch Spieler der nationalen U-19- und U-21-Auswahl.

### Titel
- Litauischer Pokalsieger: 2000
- Spanischer Pokalsieger: 2010

### Auszeichnungen
- Litauischer Fußballer des Jahres: 2008, 2009

## Als Trainer
Nachdem Stankevičius in der Saison 2018/19 Spielertrainer des AC Crema 1908 aus Crema war, übernahm er 2020 die litauische U-17-Auswahl. Ein Jahr später wurde er dann Übungsleiter der heimischen U-21-Nationalmannschaft.